# Lac Snowdrift
Pour les articles homonymes, voir Snowdrift.
Le lac Snowdrift (en anglais : Snowdrift Lake) est un lac américain dans le comté de Grand, dans le Colorado. Il est situé à 3 374 mètres d'altitude au sein du parc national de Rocky Mountain.